# Тобин, Алекс
Алекса́ндр «А́лекс» Хью Тоби́н  (англ. Alexander «Alex» Hugh Tobin; родился 3 ноября 1965 года в Аделаиде, Австралия) — австралийский футболист, игравший на позициях защитника. Выступал за сборную Австралии.

## Карьера

### Клубная
Алекс Тобин является воспитанником австралийского клуба «Аделаида Сити». Именно в этом клубе он провёл бо́льшую часть карьеры. Вместе с клубом Тобин играл в Национальной Лиге Австралии, сыграв за клуб 16 сезонов и отыграв более 400 матчей. Благодаря игре за клуб он вызывался в национальную сборную Австралии. Также он выигрывал множество трофеев с этим клубом. В 2001 году Тобин переходит в «Парраматту Пауэр», в клуб с большими амбициями и задачами, но уже в 2002 году подписывает контракт с другим австралийским клубом «Новерн Спирит», где сыграв всего сезон, он завершает свою игровую карьеру.

### В сборной
Алекс Тобин является одним из рекордсменов по сыгранным матчам за сборную Австралии. За родную страну он выступал 10 лет, сыграв 87 матчей и забив 2 мяча.

### Тренерская
В 2008 году вошёл в тренерский штаб австралийского клуба «Сентрал Кост Маринерс», где начал работать тренером молодёжного состава.

## Статистика

### Международная
| Австралия |       |    |   |
| 1988      | 3     | 1  |   |
| 1989      | 0     | 0  |   |
| 1990      | 3     | 0  |   |
| 1991      | 6     | 0  |   |
| 1992      | 15    | 0  |   |
| 1993      | 10    | 0  |   |
| 1994      | 6     | 0  |   |
| 1995      | 9     | 0  |   |
| 1996      | 10    | 1  |   |
| 1997      | 16    | 0  |   |
| 1998      | 9     | 0  |   |
| Всего     | Всего | 87 | 2 |

## Достижения

### Достижения с клубом
«Аделаида Сити»
- Победитель Национальной Лиге Австралии (3): 1986, 1991/1992, 1993/1994
- Обладатель Кубка Национальной Лиги Австралии (2): 1989, 1992/1993

### Достижения со сборной
«Сборная Австралии»
- Серебряный призёр Кубка конфедераций (1): 1997
- Обладатель Кубка наций ОФК (1) : 1996

### Личные
- Входит в Зал славы Австралийского футбола (с 2007 года)
- Медаль Джо Марстона (2): 1991/1992, 1993/1994